# Bernard Arcadio

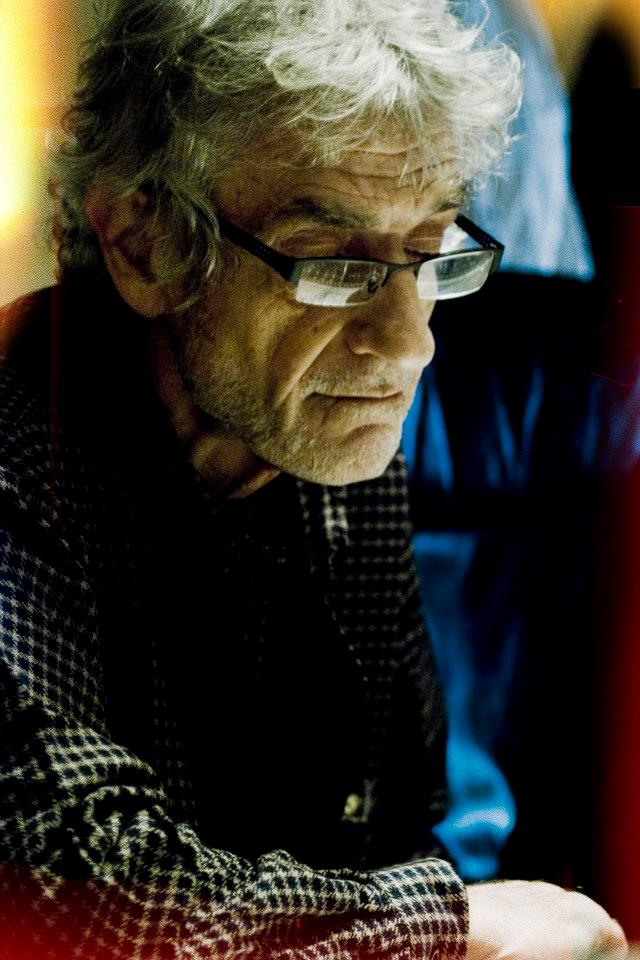
Bernard Arcadio (2019)

Bernard Arcadio (* 12. März 1945 in Nizza; † 1. März 2022 in Beauvais) war ein französischer Unterhaltungs- und Jazzmusiker (Piano, Keyboards, Orgel, Komposition) und Orchesterleiter.

## Leben und Wirken
Arcadio studierte nach einer ersten Konservatoriumsausbildung als Pianist in Nizza am Pariser Konservatorium, um dann am Conservatoire National d'Aix-en-Provence in Kammermusik und an der University of Nevada, Las Vegas, im Fach Orchestrierung zu vertiefen. 
Dann arbeitete Arcadio mit Musikern unterschiedlicher Stilrichtungen wie Chanson, Rock ’n’ Roll sowie Jazz und war an einer Vielzahl von Aufnahmen beteiligt: Als Studiomusiker spielte er etwa für Claude Nougaro, Charles Aznavour, Tino Rossi, Les Chats Sauvages, Patachou, Barbra Streisand, Didier Lockwood, Dee Dee Bridgewater, Tina Turner, Quincy Jones, Lalo Schifrin, Ray Brown, Carl Saunders, Ron Carter, Bobby Shew, Jon Faddis, Dizzy Gillespie, Dennis Budimir, Ernie Watts, Maurane, Enzo Enzo, Gilbert Bécaud, Raymond Lefèvre, Nguyên Lê, Toots Thielemans, Sacha Distel, Régis Ceccarelli, Johnny Hallyday, Patricia Kaas, Yves Duteil, Chimène Badi oder Iggy Pop.
Arcadio verbrachte etwa zehn Jahre in den USA. Als Dirigent trat er auf Tourneen in Frankreich, Großbritannien, ganz Europa, den Überseegebieten, den USA, Russland, der Ukraine, den baltischen Staaten, Korea, China, Thailand, Brasilien und Japan auf. Er war der Arrangeur von Henri Salvadors Album Chambre avec vue und von zahlreichen weiteren Alben.
In den frühen 1980er Jahren bildete Arcadio ein Duo mit Marc Steckar (Kantation, 1981). Ab 1985 legte er mehrere Fusion-Alben mit André Ceccarelli vor. Auch entstanden in den 1980er Jahren drei Alben unter eigenem Namen – Late Evening, Blue Dolphin und The Girls in Their Summer Dresses. 1997 folgte das New-Age-Album Serenity. Wie bereits 1992–1993 war er auch 2009–2010 mit Jacques Dutronc auf Tournee.
Zudem unterrichtete Arcadio in Meisterkursen an der Musikschule von Jean Philippe Valette in Ganges (Nîmes), wo er auch eine Methode zum Hören von Akkorden entwickelte.